# Tracer
Lena Oxton (coneguda com a Tracer) és un personatge jugable de ficció que apareix al videojoc de 2016 Overwatch, un videojoc d'acció en primera persona desenvolupat per l'empresa Blizzard Entertainment and related animations and literary media. Tracer va ser vista per primera vegada al curtmetratge cinematogràfic de 2014 Overwatch. Més tard va ser introduïda com a personatge jugador en una actualització d'abril de 2016 pel videojoc multijugador en línia en camp de batalla Heroes of The Storm.
El personatge, que és d'origen britànic, ha estat descrit com a energètic i inquiet pels entesos en videojocs. Al joc, la Tracer té poca salut, però és molt àgil amb les seves habilitats, incloent-hi una habilitat per a la tele-transportació i els viatges en el temps. Aquestes habilitats van ser causades per un accident que la va deixar incapaç de mantenir la seva forma física en el moment present fins que en Winston va inventar l'accelerador temporal, un dispositiu que li permet controlar el seu propi marc temporal.
La Tracer és un dels personatges més reconeguts del joc Overwatch; és el que més fan aparèixer als mitjans de comunicació oficials del joc, incloent-la en materials promocionals així com a la portada del joc. També apareix al fan art. La Tracer també ha tingut força cobertura als mitjans, relacionada amb la polèmica que hi va haver a les xarxes al voltant d'un dels seus posats de victòria al joc, així com la seva fama a la pornografia del fan art, que Blizzard ha intentat eliminar. El personatge també ha aparegut als mitjans de comunicació animats d'Overwatch i a una sèrie de còmics digitals basada en el joc. En el seu debut als còmics, s'informa que és lesbiana, amb una escena que va ser rebuda molt positivament pels mitjans de comunicació i els jugadors.

## Desenvolupament i disseny

### Jugabilitat i disseny artístic
Tracer va ser un dels primers dotze personatges d'Overwatch que van aparèixer a la BlizzCon l'any 2014. Her in-game character model notably features tight orange pants, goggles, and Crocs-like shoes. El seu disseny es basa en un element del projecte cancel·lat de Blizzard, Titan. El director de jocs d'Overwatch, Jeff Kaplan, va dir que Titan incloïa una classe de personatges anomenats “Jumper”, que es va convertir en el personatge de la Tracer perquè Overwatch se centra en la creació de personatges individuals en lloc d'en classes genèriques. La classe Jumper ha estat representada com a masculina a la majoria de l'art conceptual i a la seva versió de jugadors. Com el personatge de la Tracer a Overwatch, el personatge de Jumper estava equipat amb les habilitats de parpelleig i retorn, així com una bomba de pols i pistoles automàtiques de doble empunyadura. El disseny de les pistoles de la Tracer va ser influït per les pistoles G18 que apareixen a Call of Duty: modern Warfare 2.
El disseny de la Tracer va ser influenciat per Geoff Goodman, el dissenyador de l'heroi principal d'Overwatch. La Tracer va ser el primer jugador dissenyat per al joc i va ser utilitzada per provar la jugabilitat bàsica del joc. Kaplan també va explicar la primera prova de jugabilitat d'Overwatch, afirmant: "tot el nivell era gris i ple de blocs i l'únic jugador era la Tracer. No teníem efectes visuals ni punts de fixació a les seves armes, així que la Tracer només disparava raigs làser pels ulls". El director assistent de jocs d'Overwatch, Aaron Keller, va dir que Temple of Anubis va ser el primer mapa desenvolupat per al joc, i que es va treballar en el mapa i en la Tracer simultàniament. Keller va dir: "un dia ens hi vam posar amb tots dos, i teníem la Tracer corrents per tot el mapa inacabat, va ser divertit". Keller va dir que, a diferència d'altres personatges, les tres habilitats de la Tracer es van mantenir durant tot el desenvolupament del joc, assenyalant que "des del principi es va crear com una heroïna 'completa'". No obstant això, la seva barra de salut va quedar debilitada durant les últimes etapes beta del joc. Pel que fa a l'estil de joc de la Tracer, Kirk Hamilton, de Kotatu, va dir: "és ràpida i esgarrifosa, dissenyada més per atacar l'equip contrari per darrere que per sobreviure un atac frontal."
L'artista principal Arnold Tsang va dir que, durant el disseny del personatge, van considerar la mida del cos del personatge i la postura que té quan corre per fer que cada heroi fos fàcilment identificable. La Tracer té una animació de carrera salvatge i un rastre únic de llum blava que s’estén darrere d’ella. Nathan Grayson, de Kotaku, va dir que la seva animació de salt semblava "hiper-exagerada i amb una aparença maldestra", que és el resultat del fet que el personatge aparegui desdibuixat i de les tècniques d'animació d'encongir i estirar utilitzades a Overwatch. L'animador sènior de Blizzard, David Gibson, va explicar amb fotogrames de la seva animació de salt: "estem intentant fer-la una mica més exagerada del que és normal. Una cosa tan simple com fer-la estirar el tors o sostenir-la penjada [a l'aire] una mica més del compte. I esclafant-la de valent quan aterra."

A la tornada de la versió beta tancada d'Overwatch del febrer de 2016 es van afegir posats de victòria i d'altres canvis cosmètics als personatges. El març de 2016, va sorgir controvèrsia sobre la posició de la victòria "Sobre l'espatlla" de Tracer després que un usuari dels fòrums del joc digués que no anava gens amb ella i que "reduïa la Tracer a un altre símbol sexual femení anodí". Aquesta publicació va generar un debat als fòrums, que els especialistes de videojocs van assenyalar com a molt civilitzat. Diversos usuaris hi van afegir les seves pròpies opinions crítiques sobre el tema, mentre que d'altres no estaven d'acord amb la publicació original. Kaplan va publicar una disculpa en la qual va anunciar els plans de Blizzard de reemplaçar la postura perquè no volien "fer que ningú se sentís incòmode, infravalorat o mal representat".
La decisió va ser rebuda amb reaccions diverses de la comunitat de jugadors. Alguns van argumentar que Blizzard havia cedit el seu control creatiu sobre el joc, censurant el contingut per calmar un usuari ofès, mentre que altres van elogiar la voluntat de Blizzard d'escoltar la comunitat i complir amb els estàndards per representar els personatges segons la seva personalitat. Kaplan va dir més tard que l'equip de desenvolupament del joc no estava "gaire satisfet amb la postura original" i que s'havia produït una lluita interna sobre la seva inclusió al joc. La setmana següent, es va publicar una postura per substituir-la. Un comentarista va dir que aquesta era "diferent per davant, però no gaire pel darrere", ironitzant sobre les prominents natges de la postura original. Segons Jessica Lachenal, de la pàgina web The Mary Sue, la postura de substitució va ser inspirada per una il·lustració d'una pin-up del dibuixant Billy De Vorss. Kaplan va dir que la postura de substitució era genial, bonica i lúdica, i va dir que desitjava que l'equip l'hagués triat com la postura original.
Els desenvolupadors d'Overwatch posteriorment van introduir esdeveniments de temporada, incloent-hi temàtiques estètiques perquè els jugadors poguessin canviar l'aparença dels personatges amb diferents elements. La Tracer va rebre dos tipus d'aparença durant el primer esdeveniment de temporada, "Summer Games 2016" [Jocs d'estiu de 2016], que va agafar la temàtica dels Jocs Olímpics de 2016. Durant el primer any de llançament del joc, li van afegir aparences temàtiques durant els esdeveniments successius del joc: "Winter Wonderland", "Year of the Rooster 2017", "Uprising" i "Anniversary".

Igual que els altres personatges d'Overwatch, la Tracer va ser redissenyada durant el desenvolupament d'Overwatch 2. Al nou disseny va conservar els seus pantalons i ulleres de color taronja característics, encara que amb petits ajustaments visuals.

### Història i personatge
Fora del joc, la biografia fictícia de Blizzard per a la Tracer recull el seu nom real com a Lena Oxton, amb una edat de 26 anys i base d’operacions a Londres, Anglaterra.
La Tracer és una aventurera i antiga agent del grup d'operacions especials Overwatch. A la tradició d’Overwatch, la Tracer és coneguda per les seves habilitats de pilotatge. Després de ser membre de la Royal Air Force britànica, es va convertir en la persona més jove que va entrar al programa de vol experimental d'Overwatch. Va ser triada per provar el Slipstream, un prototip de nau de combat amb tele-transportació. Durant el vol de prova, la matriu de tele-transportació del Slipstream va fallar i a la Tracer la van donar per morta. Més tard va tornar a aparèixer, mal sincronitzada al flux de temps, cosa que li va impedir mantenir una forma física al present fins que un científic anomenat Winston va crear l’accelerador temporal, cosa que li va atorgar a la Tracer el control del seu propi temps. Aquests esdeveniments es produeixen durant un període en què el públic critica cada cop més Overwatch. En un pedaç de programació de l'abril de 2017, van actualitzar la "Galeria Hero" del joc per incloure breus biografies dels personatges i informació de fons sobre les aparences amb què el jugador pot equipar als personatges. Tot i que a la narrativa de la franquícia Overwatch es va dissoldre per la força, la biografia de Tracer assenyala que continua "corregint errors i lluitant per una bona causa allà on es presenti l'oportunitat".
La Tracer va ser un dels primers personatges als quals se'ls va atorgar una història de fons substancial. A una entrevista amb PC Gamer, el director creatiu del joc, Chris Metzen, la va comparar amb un personatge tipus Spider-Man i va afirmar: "La Tracer [va ser] un dels primers personatges que realment vam arribar a conèixer. I encara que no va ser creada particularment per tenir un paper protagonista, sí que sembla encertat, […] aprofitar-la al capdavant de les idees principals de la història”. La Tracer ha estat anomenada un personatge alegre. Kevin Dunsmore, de Hardcore Gamer, la va descriure com una "britànica valenta [que] […] fa moltes brometes mentre ronda el camp de batalla". Kaplan va descriure la Tracer com bonica i juganera, i va assenyalar que ho fa tot amb una picada d'ullet i un somriure. A una entrevista amb PCGamesN, el dissenyador de jocs Michael Chu va dir que sentia que Tracer encarna el tema de l'heroisme del joc, i va afegir que "té una personalitat que està fora de la norma per a la majoria de la gent. És increïblement optimista, és increïblement complicada — és part del seu personatge d'heroïna.” Coincidint amb el seu origen anglès, el doblatge de la Tracer el fa l'actriu anglesa Cara Theobold.
A la BlizzCon 2015, li van preguntar a Metzen sobre la presència d’herois gais a l’univers Overwatch. Va confirmar que sí que hi havia personatges així, però va explicar que: "volem que es comuniqui de manera orgànica, no volem que sigui forçat ni que se sentin afegits de cap manera". El desembre de 2016, la Tracer es va convertir en el primer heroi d’Overwatch que es declara obertament com a LGBT a Reflections, un número del còmic digital d’Overwatch, on s’identifica com a lesbiana. Al còmic apareix com la parella sentimental d’una dona anomenada Emily, que no forma part de l'equip d’Overwatch. Blizzard va assenyalar la importància de la varietat en el fons dels personatges, cosa que ajuda a aprofundir i enriquir l’univers de ficció més ampli del joc. Blizzard va declarar sobre el desenvolupament de la Tracer: "com en qualsevol aspecte dels rerefons dels nostres personatges, la seva sexualitat és només una part del que fa que els nostres herois siguin qui són. Des del començament de la nostra obra sobre la història de la Tracer, ens va semblar bé que el seu personatge tingués aquesta característica".

## Mode de joc

### Overwatch
A Overwatch, a la Tracer se la classifica com a personatge ofensiu. Apareix com a personatge de dificultat de dues estrelles (mitjà) per als jugadors. Està equipada amb pistoles automàtiques de doble empunyadura que recarreguen ràpidament i provoquen danys ràpidament a curta distància. Segons els mitjans especialitzats en videojocs, és el personatge més ràpid del joc. La seva velocitat sovint es descriu com un dels seus majors avantatges i una molèstia per a l'equip contrari. Tot i que la Tracer té un avantatge de velocitat, té el pitjor percentatge de salut del joc. La seva capacitat de parpelleig, que ve amb tres càrregues, li permet tele-transportar-se a una curta distància en la direcció en la qual viatja. Utilitzant aquesta habilitat, pot "atacar per sorpresa apareixent darrere d'un enemic en un instant, o esquivar completament fora de la línia de foc". Té un període de refredament, que requereix que el jugador hagi d'esperar que cada parpelleig es recarregui. La seva capacitat de recuperació permet que la Tracer torni a la seva posició tres segons abans, restablint la seva salut i recarregant la pistola; cosa que també necessita un temps de refredament. La capacitat definitiva del personatge és Pulse Bomb: una bomba enganxosa que s'aferra a la primera superfície o personatge que colpeja provocant danys a la zona afectada.

Jeff Kaplan ha comentat el seu estil de joc assetjador i ha assenyalat que: [el joc] té personatges com la Tracer i el Genji ... que són realment únics en la manera com es juga a Overwatch i, de vegades, el millor que pot fer la Tracer marxar ella sola, completament allunyada de l’objectiu o completament allunyada de l'equip, assetjant altres jugadors que ja estan intentant fugir. Hi ha la possibilitat que ni tan sols mati aquells jugadors... És una escaramussa per distreure i fer emboscada. I això no encaixa necessàriament en el temps objectiu. ... Podeu ser el jugador més valuós de la partida quan feu algunes d'aquestes coses i no hi ha manera de puntuar-ho amb precisió.

### Heroes of the Storm
Destructoid va assenyalar que el seu disseny no convencional a Heroes of the Storm és similar al seu disseny d'Overwatch, i va escriure que "té les mateixes habilitats bàsiques, i fins i tot potencia la seva [habilitat] heroica igual que un personatge principal: infligint danys". A Heroes of the Storm és pot triar una habilitat heroica que es desbloqueja quan l'heroïna arriba al nivell 10. A Heroes of the Storm, els jugadors no tenen control sobre la capacitat heroica de la Tracer, que es desbloqueja immediatament. El seu conjunt d’habilitats bàsiques és la tele-transportació, que inclou un parpelleig ràpid i una capacitat de recuperació que funciona de manera similar a la d'Overwatch. Chris Thursten, de PC Gamer, va escriure que estava impressionat pel seu disseny a Heroes of the Storm, que desafia les regles normals del joc i li permet "literalment [córrer en] cercles al voltant de determinats herois". Reconeixent que pot ser un "terror absolut per a l'equip enemic", Blizzard va llançar una versió que apaivagava aquesta funció del personatge el 4 de maig de 2016, menys d'un mes després de la seva presentació.

## Aparicions

### Videojocs
La Tracer va debutar al videojoc Heroes of The Storm en la seva actualització d'abril de 2016, gairebé un mes abans del llançament d'Overwatch. Chris Thursten, de PC Gamer, va dir que la seva inclusió en el joc era un moviment de màrqueting, però va assenyalar que la Tracer es presentava de manera diferent a altres personatges multijugador en línia al camp de batalla i que això era el resultat del seu origen de tiradora en primera persona. Va elogiar la seva inclusió afegint-la legítimament al llistat de servei, i va escriure que "introdueix un munt de noves idees a Heroes of The Storm, que fan que el personatge estigui molt per sobre de ser un simple afegit de contingut per haver fet una prereserva del joc".
El videojoc Overwatch no té una història de campanya tradicional. El seu rerefons de personatges i tradicions, inclosos els de la Tracer, es mostren a través del disseny de mapes i els diàlegs dels seus personatges.
A l’abril de 2017, Blizzard va llançar Uprising, un esdeveniment de temporada que incloïa un mode de joc cooperatiu de jugador contra el seu entorn. The default version of the mode limits players to four characters; Tracer, Torbjörn, Reinhardt, and Mercy. La versió per defecte d'aquest mode de joc limita els jugadors a quatre personatges: Tracer, Torbjörn, Reinhardt i Mercy. Aquesta limitació ve donada perquè aquest mode de joc era una representació d'un esdeveniment passat d'Overwatch anomenat King's Row Uprising. En aquest element de la història, ambientat set anys abans dels esdeveniments del joc principal, la Tracer (llavors coneguda com a cadet Oxton) treballa al costat dels altres tres personatges en la seva primera missió com a membre d’Overwatch. L'equip d'atac s'encarrega de frustrar un atac a Londres perpetrat per un grup extremista.

### Animacions i pel·lícules
El novembre de 2014, la Tracer va aparèixer, juntament amb en Winston, a un tràiler cinematogràfic d’Overwatch. Els dos personatges van lluitar contra Widowmaker i Reaper, agents d’un grup terrorista anomenat Talon. El tràiler, que anunciava oficialment Overwatch, va debutar en la BlizzCon 2014. Widowmaker i Reaper atraquen un museu i intenten robar el guant de Doomfist. La Tracer i el Winston frustren el robatori.
El març del 2016, la Tracer va tenir una aparició (només de veu) a Recall, el primer d'una sèrie de curts d'animació Overwatch. La Tracer contesta a la crida de retirada que fa el Winston als agents de vigilància, permetent així que se senti la seva veu. Els esdeveniments de Recall es produeixen abans de les del tràiler cinematogràfic de 2014. A l'abril, la Tracer va fer una aparició física en viu, al segon curt de la sèrie de curts d'animació d'Overwatch. El curt se situa a King's Row (Londres), que és el primer escenari dels mapes del joc. Al curt, la Tracer intenta evitar que Widowmaker assassini Tekhartha Mondatta. Tracer no aconsegueix protegir el Mondatta i el Widowmaker la incapacita, i també li fa malbé l’accelerador temporal. Tracer fails to protect Mondatta and is incapacitated by Widowmaker, who damages her chronal accelerator.

L'abril de 2017, la Tracer va aparèixer en un vídeo que mostrava els esdeveniments de King's Row Uprising, que Blizzard va descriure com "un moment crucial de la història anterior a la caiguda d'Overwatch". La Tracer narra el vídeo com la cadet Oxton. Al juliol, Blizzard va llançar una altra història animada d'origen centrada en el personatge Doomfist. A aquest vídeo, la Tracer, el Genji i el Winston combaten contra el Doomfist.
La Tracer apareix com a personatge de fons i com a avatar a la pel·lícula de 2018 Ready Player One de Steven Spielberg, basada en la novel·la homònima d’Ernest Cline.
El novembre de 2019, la Tracer apareix a la pel·lícula d'animació Zero Hour, que té la funció d'anunciar Overwatch 2.

### Còmics
La sèrie de còmics digitals d'Overwatch va incloure la Tracer a Reflections, el número de desembre de 2016. Reflections és una edició de temàtica festiva escrita per Michael Chu amb disseny artístic de Miki Montlló. La Tracer hi apareix com la parella sentimental d’una dona anomenada Emily, que no forma part de l'equip d’Overwatch. Això va confirmar que la Tracer va ser el primer d'alguns personatges presentats per Blizzard com personatges de sexualitat diversa. Per evitar conflictes legals amb la prohibició de Rússia contra la propaganda gai, Blizzard va bloquejar l'accés a aquest còmic de la Federació Russa. La Tracer es representa amb l’accelerador temporal eliminat; el compte de Twitter del joc va confirmar que l'accelerador encara podia funcionar si es treia, a condició que s'estigui carregant a prop.
La Tracer apareix a l'edició d'abril de 2017 d'Uprising. Aquesta edició, que se situa set anys abans del joc, tracta sobre un atac terrorista per part d'un grup extremista a Londres, a King’s Row. Al còmic, Overwatch té prohibit operar a Anglaterra, però el comandant d'assalt Jack Morrison, també conegut com a Soldat 76, envia la Tracer (aleshores nova per a l'equip d’Overwatch) juntament amb el Reinhardt, el Torbjörn i la Mercy a col·laborar en la situació incòmoda de Londres. La frase repetitiva de la Tracer: "Salut amor, la cavalleria és aquí!" ve d’un comentari que fa el Torbjörn quan es troben per primera vegada.

### Productes de marxandatge
La Tracer ha aparegut en productes de marxandatge d'Overwatch. El 2017, la companyia japonesa Good Smile Company es va associar amb Blizzard per produir figures d'acció d'Overwatch a les seves línies Nendorp i Figma, que incloïen figures de la Tracer. Lego va anunciar que trauria un kit amb el personatge de la Tracer l'any 2018.

## Recepció
La Tracer ha estat citada com la "noia del cartell" del videojoc Overwatch; la revista Hardcore Gamer la va descriure com "el personatge més emblemàtic d'Overwatch". Moltes publicacions es refereixen a ella com al personatge més representatiu del joc o afirmen que ha agafat aquest rol. Abans del llançament oficial del joc, VentureBeat va escriure: "si sabeu alguna cosa sobre la cultura dels fans d'Overwatch, és probable que hàgiu notat que la Tracer és especialment popular". Nathan Grayson la va descriure com a "inquieta i divertida, però també valenta i tremenda", afegint que "quan creen les seves pròpies obres amb la Tracer, els fans han arribat a esmentar fins a 11 característiques diferents d'aquest personatge. Alguns la descriuen com a infantil, ingènua i descuidada. Fins i tot pot ser una mica burleta, amb aquests acudits que fa." Kirk Hamilton va dir que és "pràcticament el personatge més emblemàtic d'Overwatch", anomenant-la el seu personatge favorit. Polygon la va incloure com un dels 70 millors personatges de videojocs de la dècada de 2010 amb la publicació de Nicole Carpenter, que escrivia: "No és només una noia de portada i una franctiradora competitiva, sinó que també és una dona homosexual, i això ha estat important per a molts fans que si no potser no haurien vist mai personatges queer als videojocs més populars.
Kotaku va assenyalar que els jugadors japonesos van rebre Overwatch molt positivament, trobant especialment bonics els personatges de la Tracer i la Mei. La popularitat de la Tracer va tenir també conseqüències no desitjades: les cerques relacionades amb Overwatch van augmentar un 817% a Pornhub després de la publicació de la versió beta oberta del joc, cosa que va convertir "la Tracer d'Overwatch" en el terme principal de cerca relacionat amb el joc. Blizzard, descontent amb aquest aspecte pornogràfic generat per fans, va fer molts esforços per eliminar-lo. No obstant això, la Tracer va continuar sent popular a la pornografia després del llançament del joc, ja que va ser el tercer personatge de videojocs més cercat a Pornhub el 2017, després d'altres dos personatges d'Overwatch: la D. Va i la Mercy.
El fet de representar obertament la Tracer com a lesbiana va ser generalment ben rebut tant pels mitjans de comunicació com pels jugadors. USgamer va dir que va ser "un moviment sorprenent per part de Blizzard, atès que la Tracer és el seu personatge més emblemàtic". Allegra Frank de Polygon descriu l'anunci de l'homosexualitat del personatge com una cosa que "els fans feia molt de temps que estaven esperant". Peter Amato de Paste va dir que, a excepció d'una minoria, la majoria de les reaccions dels fans "van des de la indiferència fins a la celebració". Diversos escriptors de Kotaku van parlar sobre la declaració d'homosexualitat, arribant a un consens positiu. Cecilia D'Anastasio, de Kotaku, va fer referència a unes declaracions prèvies de Blizzard que apuntaven la intenció dels desenvolupadors del joc de declarar algun personatge com a LGBT, però dient que ho volien fer de manera no artificial i va comentar: "Crec que el còmic ja ho ha fet. La Tracer li regala un mocador a la seva companya. A la seva companya li agrada molt. Es fan un petó. I llavors la història del còmic segueix com si res. Crec que va tenir un tractament força bo, tot i l'impacte immens que va tenir la idea que Blizzard anunciés un personatge gai. Gita Jackson va estar d'acord amb D'Anastasio, i va assenyalar que "definitivament estava preocupada per si feien anar la declaració del personatge com a homosexual de forma molt forçada, però em vaig quedar molt satisfeta de com ho van fer anar. Va ser una transició impecable". Heather Alexandra va comentar: "crec que comptar amb algun factor explícit era necessari... Tenir alguna cosa definida dona als jugadors homosexuals un punt de contacte adequat amb el joc". L'Andy Guixa de PC Gamer va escriure:

... el còmic en si té una història senzilla i reconfortant del que realment importa, tot això passa durant la temporada més agitada de totes. Però les reaccions a la identitat sexual de la Tracer van ser diverses amb missatges que condemnant l'”errada” de Blizzard a tots els fòrums d'Overwatch i altres xarxes socials, confrontades per d'altres que elogiaven l'estudi per afirmar explícitament (i traient-li importància) que la cara més coneguda d'un dels millors jocs l'any resulta ser gai.
De la seva mecànica de joc, Inquisitr va comentar que "els moviments ràpids i evasius de la Tracer la converteixen en una molèstia pels seus contrincants". ESPN la va descriure com "el clàssic assetjador que no para quiet", en referència a la seva rapidesa i capacitat per parpellejar al voltant del mapa. Mike Minotti de Ventuer va dir: "jugar amb la Tracer és molt divertit. Tota la seva mecànica de teletransport / rebobinat [és] molt única i trepidant. Em sembla que [Blizzard] ha fet un gran treball fent un repartiment variat i relativament equilibrat ". L'any 2017, Screen Rant classificava la Tracer en la vuitena posició dels 24 personatges jugables d'Overwatch, i va escriure que "una bona Tracer sense controlar pot causar estralls a les línies posteriors, fent que els equips pleguin abans de saber el que està passant".